# Caroline Bond Day
Caroline Stewart Bond Day (* 18. November 1889 in Montgomery, Alabama als Caroline Fagan Stewart; † 5. Mai 1948 in Durham, North Carolina) war eine US-amerikanische Anthropologin und Schriftstellerin. Sie erforschte afroamerikanische Familien mit Schwarzen und weißen Vorfahren in Zusammenhang mit ihren sozialen Lebensumständen. Während anthropologische Studien dieser Zeit in der Regel dazu dienten, rassistische Diskriminierung zu begründen, versuchte Caroline Bond Day, mit ihrer Untersuchung Vorurteile auszuräumen. Da sie einer heute veralteten Vorstellung von Genetik folgte und innerhalb eines von weißen Anthropologen geprägten, heute diskreditierten rassentheoretischen Ansatzes arbeitete, sind ihre Forschungsergebnisse inzwischen weitgehend überholt. Unabhängig davon gilt sie als Pionierin schwarzer Wissenschaftlerinnen in einem von weißen, männlichen Wissenschaftlern dominierten Fach.

## Leben
Carolines Eltern waren Georgia Fagan (oder Fagain) Stewart und Moses Stewart. Ihre Mutter war Grundschullehrerin in Tuskegee, Alabama, wo auch Caroline zur Schule ging. Nach Moses Stewarts Tod heiratete Carolines Mutter John Bond, und Caroline änderte ihren Nachnamen in Stewart Bond. Georgia und John Bond bekamen zwei weitere Kinder, Wenonah und John. Wenonah Bond wurde Soziologin; ihre Enkelin ist die Dichterin Elizabeth Alexander.
Caroline Bond Day beendete die Schule 1908 und studierte am Tuskegee Institute, an der Atlanta University und am Radcliffe College. Danach arbeitete sie unter anderem am Alabama Agricultural and Mechanical College, am Paul Quinn College und für die Young Women’s Christian Association (YWCA) und unterrichtete Englisch am Prairie View State College in Texas. Dort lernte sie Aaron Day Jr. kennen. Sie heirateten 1920. Mitte der 1920er Jahre kehrte Caroline Bond Day an die Atlanta University zurück, wo sie sowohl forschte als auch unterrichtete. In den 1930er Jahren unterrichtete sie auch an der Howard University. 1939 zog sie mit ihrem Ehemann nach Durham, der dort für eine Versicherungsgesellschaft arbeitete. Obwohl sie ein Promotionsprojekt hatte beginnen wollen, veröffentlichte Caroline Bond Day nach ihrem Umzug nach Durham keine weiteren wissenschaftlichen Arbeiten, möglicherweise wegen ihres chronischen Herzleidens. Sie begann, Kurse am North Carolina College for Negroes (heute Teil der North Carolina Central University) zu geben, gab diese Arbeit aber nach kurzer Zeit auf. Am 5. Mai 1948 starb Caroline Bond Day im Alter von 59 Jahren. Ihren wissenschaftlichen Nachlass verwahrt das Peabody Museum of Archaeology and Ethnology der Harvard University.

### Wissenschaftliches Werk

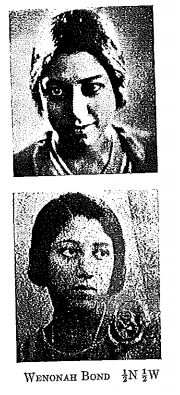
Fotos von Wenonah Bond aus Caroline Bond Days wissenschaftlichem Nachlass

Caroline Bond Day studierte zuerst Englisch an der Tuskegee Institute, dann an der Atlanta University, wo sie 1912 ihren Bachelor-Abschluss machte. Während dieser Zeit war sie besonders am Theater interessiert und spielte in mehreren Shakespeare-Aufführungen mit. An der Atlanta University traf sie auf W. E. B. Du Bois, der dort Professor war und vermutlich Caroline Bond Days Interesse an biologischen und soziologischen Studien zur Schwarzen Bevölkerung der USA beeinflusste. Nach ihrem Bachelor-Abschluss wollte sie ein postgraduales Studium am Radcliffe College beginnen, aber ihre zuvor belegten Kurse wurden ihr dort nicht anerkannt. Deshalb begann sie ein zweites Bachelor-Studium, das sie 1919 abschloss. Sie war eine der ersten Afroamerikanerinnen, die einen Abschluss in Anthropologie machten. In dieser Zeit begann sie unter Anleitung des Professors Earnest Hooton, genealogische Daten schwarzer Familien in den USA zu sammeln. Mitte der 1920er Jahre begann Caroline Bond Day, an der Atlanta University Englisch, Theater und Anthropologie zu unterrichten, und setzte ihre genealogischen Studien fort. Auch ihre eigene Familie und die ihres Ehemannes bezog sie in die Studie ein, ebenso die Familie von W. E. B. Du Bois. 1930 machte sie ihren Master-Abschluss in Anthropologie am Radcliffe College mit der Arbeit Negro-White Families in the United States, die sie zwei Jahre später veröffentlichte.
Sie arbeitete nach wie vor für Earnest Hooton am Peabody Museum of Archaeology and Ethnology. Hooton verließ sich auf Days Hilfe, um Mitglieder der afroamerikanischen Gemeinschaft für seine Studien zu gewinnen. Hooton vertrat allerdings die Ansicht, dass eine schwarze Wissenschaftlerin sich dem Thema nicht unvoreingenommen nähern könne, und bestand auf einer Überprüfung ihrer Ergebnisse durch vermeintlich „neutrale“ weiße Wissenschaftler.
Caroline Bond Days Forschungsinteresse galt der schwarzen Mittelschicht amerikanischer Städte. Sie erforschte Familienzweige, die aus der Verbindung einer (von Day selbst so bezeichneten) „reinen“ Schwarzen und einer „reinen“ weißen Person entstanden. Für ihre Studie legte sie Stammbäume von 346 Familien, bestehend aus 2.537 Personen, mit schwarzen und weißen Vorfahren an. Sie nahm anthropometrische Maße der Familienmitglieder und versuchte, auf dieser Grundlage eine Typologie zu entwickeln. Mit dieser Klassifizierung von Individuen nach der angeblichen Zusammensetzung ihres Blutes arbeitete Caroline Bond Day innerhalb des damals üblichen Klassifikationssystems der Anthropologie. Im Gegensatz zu anderen Ansätzen, die versuchten, mit der Rassentheorie die Rassentrennung zu begründen, wollte Caroline Bond Day jedoch mit in ihren Studien Vorurteile gegen Menschen aus derart „gemischten“ Familien widerlegen. Dabei betrachtete sie die Zusammenhänge zwischen dem Erbgut und sozialen Lebensumständen. Sie erfasste unter anderem Bildung, Berufe, Einkommen, Religion und Interessen der untersuchten Personen. In ihrer Analyse wies sie darauf hin, dass nach diesen Kriterien weiße und schwarze Menschen derselben sozialen Schicht mehr Ähnlichkeiten als Unterschiede aufweisen. Kulturelle Unterschiede führte sie auf die unterschiedlichen Möglichkeiten in einer rassistischen Gesellschaft zurück anstatt auf biologische Unterschiede.
Caroline Bond Days Studien beruhen auf heute verworfenen Konzepten von Genetik, unter anderem der Vorstellung, dass Vererbung über das Blut stattfinde und dass das Erbgut weißer Menschen dominant sei. Aus diesem Grund sind ihre Forschungsergebnisse heute weitgehend überholt und wurden in der späteren Forschung nicht weiter berücksichtigt. Trotzdem war ihre Studie innovativ in ihrem Ansatz, verbreitete Vorstellungen über die angeblichen Nachteile genetischer Vermischung zu widerlegen. Caroline Bond Days Arbeit ebnete außerdem den Weg für folgende Generationen schwarzer Anthropologinnen.

### Schriftstellerin
Caroline Bond Day schrieb Essays und Kurzgeschichten sowie die Kindergeschichte A Fairy Story. In ihrem Artikel What Shall We Play diskutierte sie die Rollen, die das Theater afroamerikanischen Schauspielerinnen und Schauspielern bot. Ihre Zusammenstellung aktueller Theaterstücke, die eine Alternative zu den traditionellen Rollen des englischsprachigen Theaters boten, veröffentlichte sie 1925 in der Zeitschrift The Crisis der National Association for the Advancement of Colored People. Mit ihrer Kurzgeschichte The Pink Hat gewann Caroline Bond Day 1926 den dritten Preis in einem Wettbewerb der Zeitschrift Opportunity: A Journal of Negro Life. In dieser Geschichte beginnt die Protagonistin, die wie die Autorin eine schwarze Frau mit schwarzen und weißen Vorfahren ist, einen pinken Hut zu tragen. Dadurch erhält sie plötzlich Zugang zu Gesellschaftsbereichen, die ihr zuvor verweigert wurden. Schließlich besinnt sie sich auf ihre Familie zurück. In der Kurzgeschichte werden autobiografische Züge gesehen.

## Schriften (Auswahl)
Fachliteratur
- A Study of Some Negro-White Families in the United States (1932).
- Race-Crossing in the United States

Belletristik
- A Fairy Story
- The Pink Hat, abgedruckt in Lorraine E. Roses, Ruth Elizabeth Randolph (Hrsg.): Harlem’s Glory. Black Women Writing, 1900–1950. Harvard University Press, Cambridge 1997, ISBN 978-0-674-37269-6, S. 79–82.